# 罗马路易斯大学
罗马路易斯大学（意大利语：Libera Università Internazionale degli Studi Sociali "Guido Carli"），直译为国际社会科学自由大学，位于意大利首都罗马市中心，是一所成立于1974年的私立大学。
该校提供金融、商业、管理、法律和政治学领域的本科和研究生教育以及一系列双学位课程，受到意大利工业联合会（Confindustria）赞助。

## 历史沿革
1974年，由意大利工业联合会时任主席贾尼·阿涅利的兄弟翁贝托·阿涅利（Umberto Agnelli）领导的一群企业家发起了一项投资经济和智力资源建立大学的项目，旨在提供面向市场需求的本科和研究生教育。
路易斯大学脱胎于一所已有的大学，即成立于1966年的普罗迪奥大学（Pro Deo University），1977年重新设计并更名为路易斯（Luiss，是Libera Università Internazionale degli Studi Sociali的首字母缩写）。最终，其他公共和私营工业集团以及一些银行也加入了创始人行列。
这些商人和银行家团体推动并资助了该大学的诞生和重组。大学成立后，翁贝托·阿涅利担任主席，随后由弗朗切斯科·加埃塔诺·卡尔塔吉罗（Francesco Gaetano Caltagirone）继任，并在经济资源的收集和分配方面发挥着重要作用。
从1978年到1993年去世，圭多·卡利（Guido Carli）一直担任大学校长。为纪念他的工作，1994年该大学更名为路易斯·圭多·卡利（Luiss Guido Carli）。

## 院系课程
该大学最初只有经济学系和政治学系。1982年增加了法学系。2011年进行了机构调整，原经济学系分为商业与管理系和经济与金融系，形成了今天的4个系，不少学位以英文授课：
| 中文名称     | 英文名称                              | 课程设置                                 | 博士学位   |
| ------------ | ------------------------------------- | ---------------------------------------- | ---------- |
| 法学系       | Department of Law                     | 法学本硕连读                             | 法律与商业 |
| 政治学系     | Department of Political Science       | 政治学、经济学与哲学学士；国际关系硕士等 | 政治学     |
| 商业与管理系 | Department of Business and Management | 商业与管理学士、商业管理硕士等           | 管理学     |
| 经济与金融系 | Department of Economics and Finance   | 经济与商业学士、经济与金融硕士等         | 经济学     |

此外，大学有4个自治的研究生院：商学院、政府学院、法律职业专门学校和新闻学院，提供职业性课程。

## 知名校友

### 畢業生
- Carlo Messina，聯合聖保羅銀行CEO。
- Roberto Speranza，義大利衛生部長。
- Luca Maestri，蘋果CFO。

### 教職工
- 朱塞佩·孔特，義大利前總理。
- Fulvio Conti，意大利國家電力公司CEO。
- Vincenzo Caianiello，法學家，義大利前最高法院院長。
- Antonio Baldassarre，法學家，義大利前最高法院院長。